# BeNe Ladies Tour 2014
La 1re édition du BeNe Ladies Tour a lieu du 19 juillet au 20 juillet 2014. La course fait partie du calendrier UCI féminin en catégorie 2.2.
Jolien D'Hoore remporte la première étape au sprint. Emma Johansson est la plus rapide sur le contre-la-montre du lendemain matin, elle s'empare de la tête du classement général. L'écart avec Jolien D'Hoore est faible et les bonifications de la dernière étape sont essentiel pour la victoire finale. Emma Johansson tombe en début d'étape. Elle parvient malgré tout à suivre la Belge au sprint. Jolien D'Hoore gagne la dernière étape, mais Emma Johansson sauve sa victoire au classement général. Jolien D'Hoore s'impose sur le classement par points et Marjolein Van't Geloof au classement de la meilleure jeune. La troisième du classement général est Shara Gillow alors coéquipière d'Emma Johansson.

## Étapes
| Étape     | Date      | Villes étapes                 | type                        | Distance (km) | Vainqueur d'étape | Leader du classement général |
| --------- | --------- | ----------------------------- | --------------------------- | ------------- | ----------------- | ---------------------------- |
| 1re étape | 19 juill. | Saint-Laurent – Saint-Laurent | étape de plaine             | 103,6         | Jolien D'Hoore    | Jolien D'Hoore               |
| 2e étape  | 20 juill. | Philippine – Philippine       | contre-la-montre individuel | 9,6           | Emma Johansson    | Emma Johansson               |
| 3e étape  | 20 juill. | Philippine – Philippine       | étape de plaine             | 86,1          | Jolien D'Hoore    | Emma Johansson               |

## Déroulement de la course

### 1reétape
| \| Classement de l'étape \| Classement de l'étape \| Classement de l'étape \| Classement de l'étape \| Classement de l'étape \| \| Coureuse \| Coureuse \| Pays \| Équipe \| Temps \| \| --------------------- \| --------------------- \| --------------------- \| ------------------------------ \| --------------------- \| \| 1re \| Jolien D'Hoore \| Belgique \| Lotto Belisol Ladies \| 2 h 28 min 26 s \| \| 2e \| Amy Pieters \| Pays-Bas \| Giant-Shimano \| + 0 s \| \| 3e \| Emma Johansson \| Suède \| Orica-AIS \| + 0 s \| \| 4e \| Leah Kirchmann \| Canada \| Optum-Kelly Benefit Strategies \| + 0 s \| \| 5e \| Loes Gunnewijk \| Pays-Bas \| Orica-AIS \| + 0 s \| \| 6e \| Megan Guarnier \| États-Unis \| États-Unis \| + 0 s \| \| 7e \| Julie Norman Leth \| Danemark \| Hitec Products \| + 0 s \| \| 8e \| Nina Kessler \| Pays-Bas \| Boels Dolmans \| + 0 s \| \| 9e \| Nel De Crits \| Belgique \| Topsport Vlaanderen-Pro-Duo \| + 0 s \| \| 10e \| Sanne Cant \| Belgique \| \| + 0 s \| |                   |            |                                |                 |
| |                   |            |                                |                 |
| |                   |            |                                |                 |
| Classement de l'étape |                   |            |                                |                 |
| Coureuse | Coureuse          | Pays       | Équipe                         | Temps           |
| 1re | Jolien D'Hoore    | Belgique   | Lotto Belisol Ladies           | 2 h 28 min 26 s |
| 2e | Amy Pieters       | Pays-Bas   | Giant-Shimano                  | + 0 s           |
| 3e | Emma Johansson    | Suède      | Orica-AIS                      | + 0 s           |
| 4e | Leah Kirchmann    | Canada     | Optum-Kelly Benefit Strategies | + 0 s           |
| 5e | Loes Gunnewijk    | Pays-Bas   | Orica-AIS                      | + 0 s           |
| 6e | Megan Guarnier    | États-Unis | États-Unis                     | + 0 s           |
| 7e | Julie Norman Leth | Danemark   | Hitec Products                 | + 0 s           |
| 8e | Nina Kessler      | Pays-Bas   | Boels Dolmans                  | + 0 s           |
| 9e | Nel De Crits      | Belgique   | Topsport Vlaanderen-Pro-Duo    | + 0 s           |
| 10e | Sanne Cant        | Belgique   |                                | + 0 s           |

| \| Classement général \| Classement général \| Classement général \| Classement général \| Classement général \| \| Coureuse \| Coureuse \| Pays \| Équipe \| Temps \| \| ------------------ \| ------------------ \| ------------------ \| ------------------------------ \| ------------------ \| \| 1re \| Jolien D'Hoore \| Belgique \| Lotto Belisol Ladies \| 2 h 28 min 13 s \| \| 2e \| Amy Pieters \| Pays-Bas \| Giant-Shimano \| + 4 s \| \| 3e \| Emma Johansson \| Suède \| Orica-AIS \| + 5 s \| \| 4e \| Loes Gunnewijk \| Pays-Bas \| Orica-AIS \| + 12 s \| \| 5e \| Leah Kirchmann \| Canada \| Optum-Kelly Benefit Strategies \| + 13 s \| \| 6e \| Megan Guarnier \| États-Unis \| États-Unis \| + 13 s \| \| 7e \| Julie Norman Leth \| Danemark \| Hitec Products \| + 13 s \| \| 8e \| Nina Kessler \| Pays-Bas \| Boels Dolmans \| + 13 s \| \| 9e \| Nel De Crits \| Belgique \| Topsport Vlaanderen-Pro-Duo \| + 13 s \| \| 10e \| Sanne Cant \| Belgique \| \| + 13 s \| |                   |            |                                |                 |
| |                   |            |                                |                 |
| |                   |            |                                |                 |
| Classement général |                   |            |                                |                 |
| Coureuse | Coureuse          | Pays       | Équipe                         | Temps           |
| 1re | Jolien D'Hoore    | Belgique   | Lotto Belisol Ladies           | 2 h 28 min 13 s |
| 2e | Amy Pieters       | Pays-Bas   | Giant-Shimano                  | + 4 s           |
| 3e | Emma Johansson    | Suède      | Orica-AIS                      | + 5 s           |
| 4e | Loes Gunnewijk    | Pays-Bas   | Orica-AIS                      | + 12 s          |
| 5e | Leah Kirchmann    | Canada     | Optum-Kelly Benefit Strategies | + 13 s          |
| 6e | Megan Guarnier    | États-Unis | États-Unis                     | + 13 s          |
| 7e | Julie Norman Leth | Danemark   | Hitec Products                 | + 13 s          |
| 8e | Nina Kessler      | Pays-Bas   | Boels Dolmans                  | + 13 s          |
| 9e | Nel De Crits      | Belgique   | Topsport Vlaanderen-Pro-Duo    | + 13 s          |
| 10e | Sanne Cant        | Belgique   |                                | + 13 s          |

### 2eétape secteur a
| \| Classement de l'étape \| Classement de l'étape \| Classement de l'étape \| Classement de l'étape \| Classement de l'étape \| \| Coureuse \| Coureuse \| Pays \| Équipe \| Temps \| \| --------------------- \| --------------------- \| --------------------- \| ------------------------------ \| --------------------- \| \| 1re \| Emma Johansson \| Suède \| Orica-AIS \| 12 min 22 s \| \| 2e \| Vera Koedooder \| Pays-Bas \| Bigla \| + 5 s \| \| 3e \| Brianna Walle \| États-Unis \| Optum-Kelly Benefit Strategies \| + 5 s \| \| 4e \| Loes Gunnewijk \| Pays-Bas \| Orica-AIS \| + 5 s \| \| 5e \| Shara Gillow \| Australie \| Orica-AIS \| + 9 s \| \| 6e \| Jolien D'Hoore \| Belgique \| Lotto Belisol Ladies \| + 11 s \| \| 7e \| Jessie MacLean \| Australie \| Orica-AIS \| + 12 s \| \| 8e \| Megan Guarnier \| États-Unis \| États-Unis \| + 16 s \| \| 9e \| Leah Kirchmann \| Canada \| Optum-Kelly Benefit Strategies \| + 19 s \| \| 10e \| Lotta Lepistö \| Finlande \| Bigla \| + 21 s \| |                |            |                                |             |
| |                |            |                                |             |
| |                |            |                                |             |
| Classement de l'étape |                |            |                                |             |
| Coureuse | Coureuse       | Pays       | Équipe                         | Temps       |
| 1re | Emma Johansson | Suède      | Orica-AIS                      | 12 min 22 s |
| 2e | Vera Koedooder | Pays-Bas   | Bigla                          | + 5 s       |
| 3e | Brianna Walle  | États-Unis | Optum-Kelly Benefit Strategies | + 5 s       |
| 4e | Loes Gunnewijk | Pays-Bas   | Orica-AIS                      | + 5 s       |
| 5e | Shara Gillow   | Australie  | Orica-AIS                      | + 9 s       |
| 6e | Jolien D'Hoore | Belgique   | Lotto Belisol Ladies           | + 11 s      |
| 7e | Jessie MacLean | Australie  | Orica-AIS                      | + 12 s      |
| 8e | Megan Guarnier | États-Unis | États-Unis                     | + 16 s      |
| 9e | Leah Kirchmann | Canada     | Optum-Kelly Benefit Strategies | + 19 s      |
| 10e | Lotta Lepistö  | Finlande   | Bigla                          | + 21 s      |

| \| Classement général \| Classement général \| Classement général \| Classement général \| Classement général \| \| Coureuse \| Coureuse \| Pays \| Équipe \| Temps \| \| ------------------ \| ------------------ \| ------------------ \| ------------------------------ \| ------------------ \| \| 1re \| Emma Johansson \| Suède \| Orica-AIS \| 2 h 40 min 40 s \| \| 2e \| Jolien D'Hoore \| Belgique \| Lotto Belisol Ladies \| + 6 s \| \| 3e \| Loes Gunnewijk \| Pays-Bas \| Orica-AIS \| + 12 s \| \| 4e \| Vera Koedooder \| Pays-Bas \| Bigla \| + 13 s \| \| 5e \| Shara Gillow \| Australie \| Orica-AIS \| + 17 s \| \| 6e \| Amy Pieters \| Pays-Bas \| Giant-Shimano \| + 22 s \| \| 7e \| Megan Guarnier \| États-Unis \| États-Unis \| + 24 s \| \| 8e \| Leah Kirchmann \| Canada \| Optum-Kelly Benefit Strategies \| + 27 s \| \| 9e \| Julie Norman Leth \| Danemark \| Hitec Products \| + 31 s \| \| 10e \| Marijn de Vries \| Pays-Bas \| Giant-Shimano \| + 33 s \| |                   |            |                                |                 |
| |                   |            |                                |                 |
| |                   |            |                                |                 |
| Classement général |                   |            |                                |                 |
| Coureuse | Coureuse          | Pays       | Équipe                         | Temps           |
| 1re | Emma Johansson    | Suède      | Orica-AIS                      | 2 h 40 min 40 s |
| 2e | Jolien D'Hoore    | Belgique   | Lotto Belisol Ladies           | + 6 s           |
| 3e | Loes Gunnewijk    | Pays-Bas   | Orica-AIS                      | + 12 s          |
| 4e | Vera Koedooder    | Pays-Bas   | Bigla                          | + 13 s          |
| 5e | Shara Gillow      | Australie  | Orica-AIS                      | + 17 s          |
| 6e | Amy Pieters       | Pays-Bas   | Giant-Shimano                  | + 22 s          |
| 7e | Megan Guarnier    | États-Unis | États-Unis                     | + 24 s          |
| 8e | Leah Kirchmann    | Canada     | Optum-Kelly Benefit Strategies | + 27 s          |
| 9e | Julie Norman Leth | Danemark   | Hitec Products                 | + 31 s          |
| 10e | Marijn de Vries   | Pays-Bas   | Giant-Shimano                  | + 33 s          |

### 2eétape secteur b
| \| Classement de l'étape \| Classement de l'étape \| Classement de l'étape \| Classement de l'étape \| Classement de l'étape \| \| Coureuse \| Coureuse \| Pays \| Équipe \| Temps \| \| --------------------- \| --------------------- \| --------------------- \| -------------------------------- \| --------------------- \| \| 1re \| Jolien D'Hoore \| Belgique \| Lotto Belisol Ladies \| 2 h 08 min 48 s \| \| 2e \| Emma Johansson \| Suède \| Orica-AIS \| + 0 s \| \| 3e \| Amy Pieters \| Pays-Bas \| Giant-Shimano \| + 0 s \| \| 4e \| Megan Guarnier \| États-Unis \| États-Unis \| + 0 s \| \| 5e \| Rossella Ratto \| Italie \| Estado de México-Faren \| + 0 s \| \| 6e \| Kendall Ryan \| États-Unis \| États-Unis \| + 0 s \| \| 7e \| Kelly Druyts \| Belgique \| Topsport Vlaanderen-Pro-Duo \| + 0 s \| \| 8e \| Moniek Tenniglo \| Pays-Bas \| Jan van Arckel \| + 0 s \| \| 9e \| Monique van de Ree \| Pays-Bas \| Parkhotel Valkenburg Continental \| + 0 s \| \| 10e \| Leah Kirchmann \| Canada \| Optum-Kelly Benefit Strategies \| + 0 s \| |                    |            |                                  |                 |
| |                    |            |                                  |                 |
| |                    |            |                                  |                 |
| Classement de l'étape |                    |            |                                  |                 |
| Coureuse | Coureuse           | Pays       | Équipe                           | Temps           |
| 1re | Jolien D'Hoore     | Belgique   | Lotto Belisol Ladies             | 2 h 08 min 48 s |
| 2e | Emma Johansson     | Suède      | Orica-AIS                        | + 0 s           |
| 3e | Amy Pieters        | Pays-Bas   | Giant-Shimano                    | + 0 s           |
| 4e | Megan Guarnier     | États-Unis | États-Unis                       | + 0 s           |
| 5e | Rossella Ratto     | Italie     | Estado de México-Faren           | + 0 s           |
| 6e | Kendall Ryan       | États-Unis | États-Unis                       | + 0 s           |
| 7e | Kelly Druyts       | Belgique   | Topsport Vlaanderen-Pro-Duo      | + 0 s           |
| 8e | Moniek Tenniglo    | Pays-Bas   | Jan van Arckel                   | + 0 s           |
| 9e | Monique van de Ree | Pays-Bas   | Parkhotel Valkenburg Continental | + 0 s           |
| 10e | Leah Kirchmann     | Canada     | Optum-Kelly Benefit Strategies   | + 0 s           |

## Classements finals

### Classement général final
| \| Classement général \| Classement général \| Classement général \| Classement général \| Classement général \| \| Coureuse \| Coureuse \| Pays \| Équipe \| Temps \| \| ------------------ \| ------------------ \| ------------------ \| ------------------------------ \| ------------------ \| \| 1re \| Emma Johansson \| Suède \| Orica-AIS \| 4 h 49 min 23 s \| \| 2e \| Jolien D'Hoore \| Belgique \| Lotto Belisol Ladies \| + 2 s \| \| 3e \| Shara Gillow \| Australie \| Orica-AIS \| + 22 s \| \| 4e \| Amy Pieters \| Pays-Bas \| Giant-Shimano \| + 23 s \| \| 5e \| Megan Guarnier \| États-Unis \| États-Unis \| + 29 s \| \| 6e \| Leah Kirchmann \| Canada \| Optum-Kelly Benefit Strategies \| + 32 s \| \| 7e \| Vera Koedooder \| Pays-Bas \| Bigla \| + 36 s \| \| 8e \| Liesbet De Vocht \| Belgique \| Lotto Belisol Ladies \| + 42 s \| \| 9e \| Jade Wilcoxson \| États-Unis \| Optum-Kelly Benefit Strategies \| + 1 min 03 s \| \| 10e \| Nina Kessler \| Pays-Bas \| Boels Dolmans \| + 1 min 25 s \| |                  |            |                                |                 |
| |                  |            |                                |                 |
| Sources : ProCyclingStats Cycling Quotient |                  |            |                                |                 |
| Classement général |                  |            |                                |                 |
| Coureuse | Coureuse         | Pays       | Équipe                         | Temps           |
| 1re | Emma Johansson   | Suède      | Orica-AIS                      | 4 h 49 min 23 s |
| 2e | Jolien D'Hoore   | Belgique   | Lotto Belisol Ladies           | + 2 s           |
| 3e | Shara Gillow     | Australie  | Orica-AIS                      | + 22 s          |
| 4e | Amy Pieters      | Pays-Bas   | Giant-Shimano                  | + 23 s          |
| 5e | Megan Guarnier   | États-Unis | États-Unis                     | + 29 s          |
| 6e | Leah Kirchmann   | Canada     | Optum-Kelly Benefit Strategies | + 32 s          |
| 7e | Vera Koedooder   | Pays-Bas   | Bigla                          | + 36 s          |
| 8e | Liesbet De Vocht | Belgique   | Lotto Belisol Ladies           | + 42 s          |
| 9e | Jade Wilcoxson   | États-Unis | Optum-Kelly Benefit Strategies | + 1 min 03 s    |
| 10e | Nina Kessler     | Pays-Bas   | Boels Dolmans                  | + 1 min 25 s    |

### Barème des points UCI
| Position           | 1er | 2e | 3e | 4e | 5e | 6e | 7e | 8e | 9e | 10e |
| Classement général | 40  | 30 | 16 | 12 | 10 | 8  | 6  | 3  | 2  | 1   |
| Par étape          | 8   | 5  | 3  | 2  | 1  |    |    |    |    |     |
| Leader, par étape  | 2   |    |    |    |    |    |    |    |    |     |

### Classements annexes

#### Classement par points
| Classement par points | Classement par points | Classement par points | Classement par points | Classement par points |
| --------------------- | --------------------- | --------------------- | --------------------- | --------------------- |
|                       | Coureur               | Pays                  | Équipe                | Point(s)              |
| 1er                   | Jolien D'Hoore        | Belgique              | Lotto Belisol Ladies  | 50 points             |
| 2e                    | Emma Johansson        | Suède                 | Orica-AIS             | 44 pts                |
| 3e                    | Amy Pieters           | Pays-Bas              | Liv-Plantur           | 35 pts                |
| modifier              |                       |                       |                       |                       |

#### Classement de la meilleure jeune
| Classement de la meilleure jeune | Classement de la meilleure jeune | Classement de la meilleure jeune | Classement de la meilleure jeune | Classement de la meilleure jeune |
|                                  | Coureur                          | Pays                             | Équipe                           | Temps                            |
| -------------------------------- | -------------------------------- | -------------------------------- | -------------------------------- | -------------------------------- |
| 1er                              | Marjolein Van't Geloof           | Pays-Bas                         | '                                | en 4 h 51 min 9 s                |
| 2e                               | Julie Leth                       | Danemark                         | Hitec Products                   | +9 s                             |
| 3e                               | Kendall Ryan                     | États-Unis                       | États-Unis                       | +48 s                            |
| modifier                         |                                  |                                  |                                  |                                  |

## Évolution des classements
| Étape              | Vainqueur          | Classement général | Classement par points | Classement de la meilleure jeune |
| ------------------ | ------------------ | ------------------ | --------------------- | -------------------------------- |
| 1                  | Jolien D'Hoore     | Jolien D'Hoore     | Jolien D'Hoore        | Julie Leth                       |
| 2a                 | Emma Johansson     | Emma Johansson     | Emma Johansson        | Julie Leth                       |
| 2b                 | Jolien D'Hoore     | Emma Johansson     | Jolien D'Hoore        | Marjolein Van't Geloof           |
| Classements finals | Classements finals | Emma Johansson     | Jolien D'Hoore        | Marjolein Van't Geloof           |

## Partenaires
La chaine de télévision locale AVS et Stories sont partenaires du maillot bleu. La loterie nationale belge Lotto parraine le classement par points. Enfin, le classement de la meilleure jeune est parrainé par la province de Flandre-Orientale.